# Alticola barakshin
Alticola barakshin és una espècie de mamífer rosegador de la família dels cricètids. Viu a altituds d'entre 900 i 2.500 msnm a la Xina, Mongòlia i Rússia. El seu hàbitat natural són les estepes de muntanya associades a matolls de diferents espècies. Es desconeix si hi ha cap amenaça significativa per a la supervivència d'aquesta espècie. El seu nom específic, barakshin, es refereix a la població russa de Barakxin.